# デル＝ウィンストン・スクール・ソーラーカー・チャレンジ

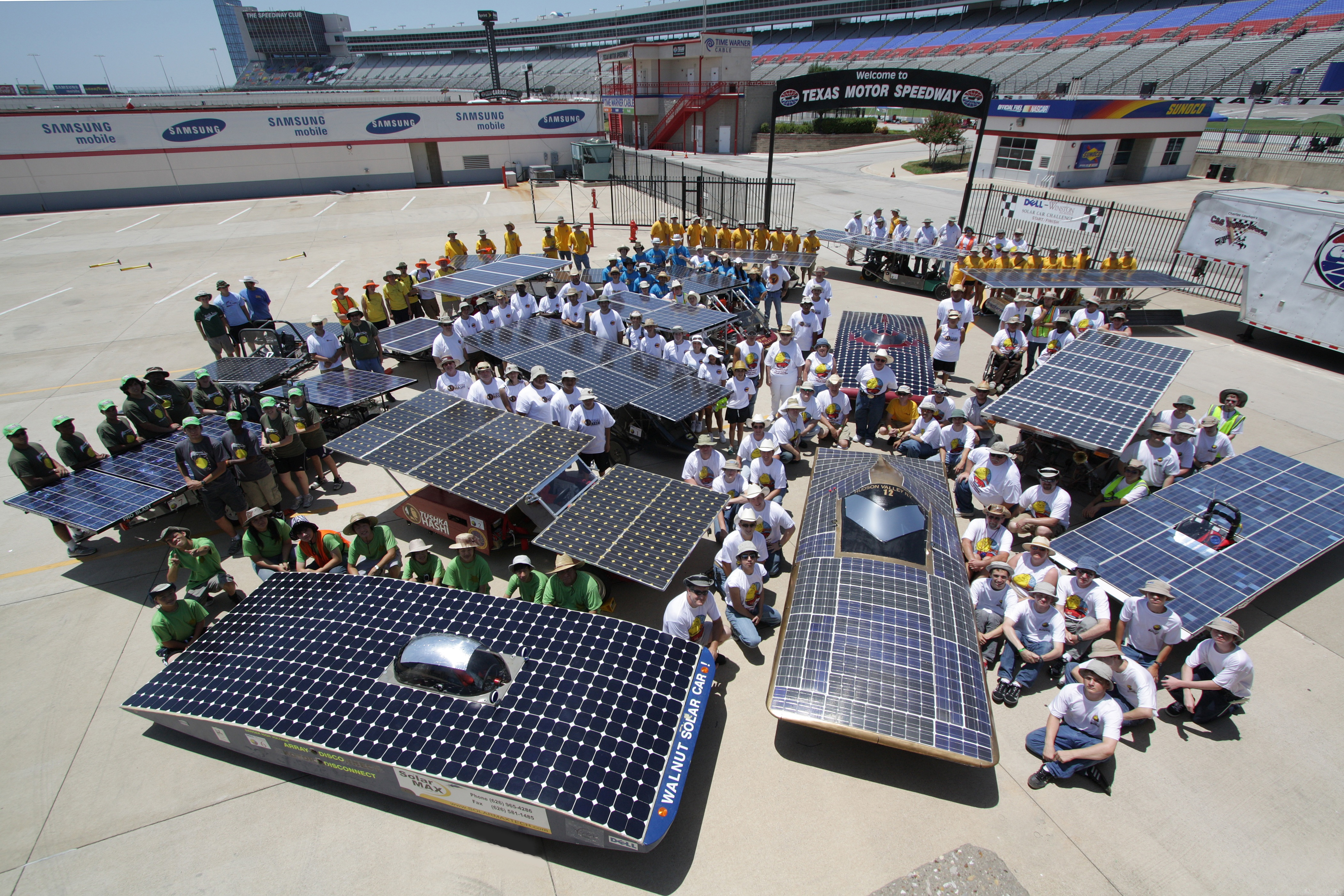
2009年度の写真

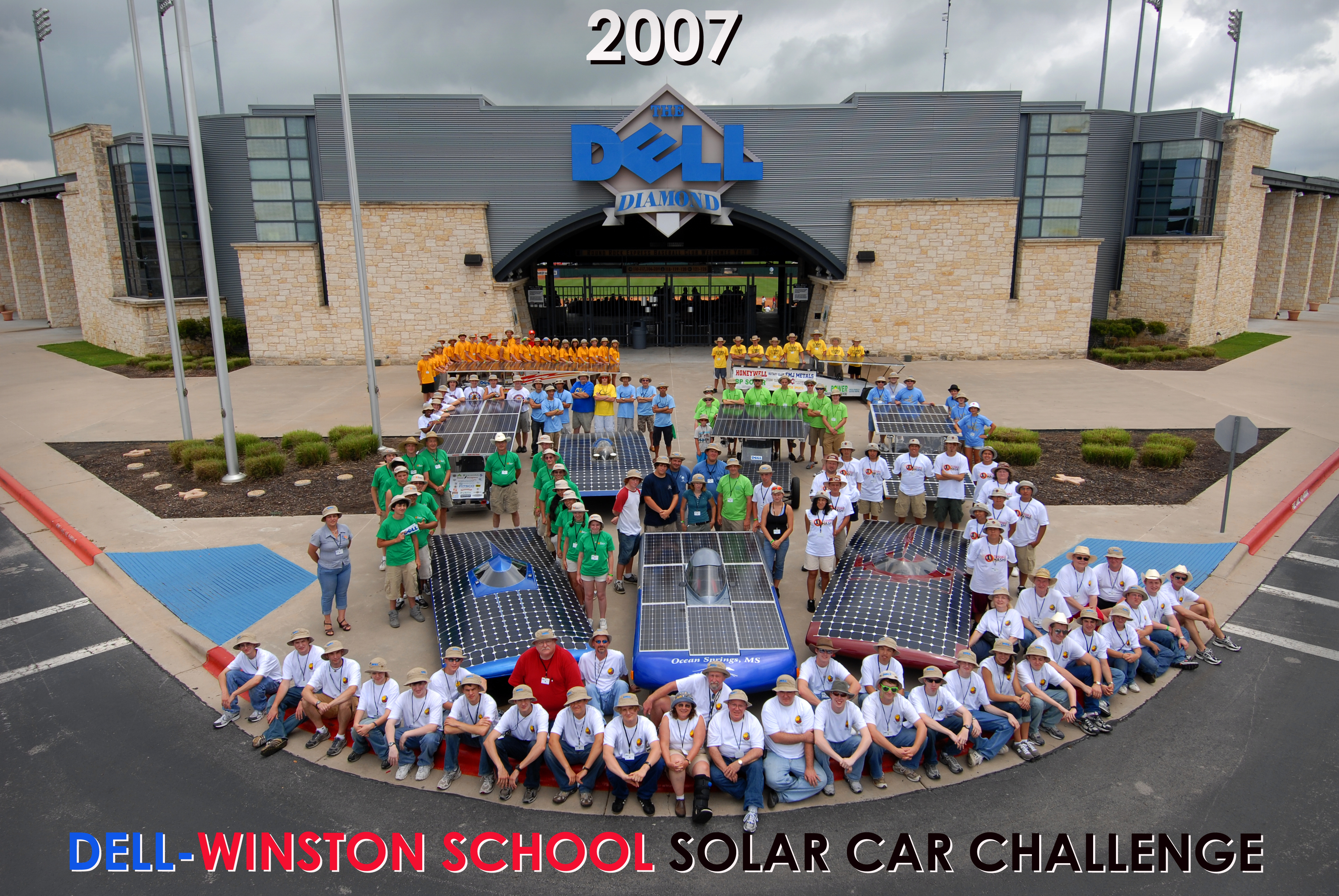
2007年度の写真（デル時代）

デル-ウィンストン・スクール・ソーラーカー・チャレンジ（英: Dell-Winston School Solar Car Challenge）とは学生を対象としたソーラーカーレースである。世界中から参加するソーラーカーチームの大半はアメリカの高校である。1995年から開催されている。奇数年は公道レースとして開催され、テキサス州フォートワースのテキサス・モーター・スピードウェイを起点とし、到着地は毎回変わる。偶数年はテキサス・モーター・スピードウェイでのレースとなる。2002年から2008年までデルがスポンサーになっていた。Hunt Oilが現在のスポンサーでHunt-ウィンストン・スクール・ソーラーカー・チャレンジとして開催される。

## 対象
この競技の対象は科学、技術、太陽エネルギーに関して学ぶ学生である。彼らのチームは設計、予算調達、製作し、太陽の力のみで走行する。

## 重要なきまり
- クラシック、オープン、先進、実演の4つの部門がある。オープン部門はクラシックよりも強力な太陽電池アレイを志向する。先進部門ではより強力なモーターと太陽電池を使用する。クラシックと実演部門は太陽電池の変換効率が17%以下の物を使用する制限がある。実演部門はHWSSCCの卒業生の参加が見込まれる。
- 参加チームは予選を通過しなければならない。
- 公道レースがある場合、全ての交通規則を守らなければならない。速度制限も含まれ、5マイル (8.0 km)の速度超過は失格である｡信号機には従い、もし停止信号により車列が分割された場合安全な場所で再編成する。
- チームは希望する多くのドライバーを抱えても構わない。バラストは必要ない。ドライバーは有効な免許証をもち、チェックを受けなければならない｡
- 運転は9:00 (現地時間)に始まり8時間走る。出発時間はずらして8時間である。(例として9:15から17:15までである)
- 行程には休憩地点があり、全ての車両は所定の時間停車する。停車時間中は時計を止める(平均速度を算出する為)
- 蓄電池は鉛蓄電池(先進部門を除く)で太陽電池で充電する。全て走行用の蓄電池は総重量が275ポンド (125 kg)を超えてはならない。モジュールやセルの数や電圧の規定はない。
- どのソーラーカーも手や足で操作される二重系統のブレーキシステムを必要とする。回生ブレーキはこの要件に数えられない。